# Uniseks-toilet

Man en vrouw naast elkaar: het symbool van de unisekstoiletten

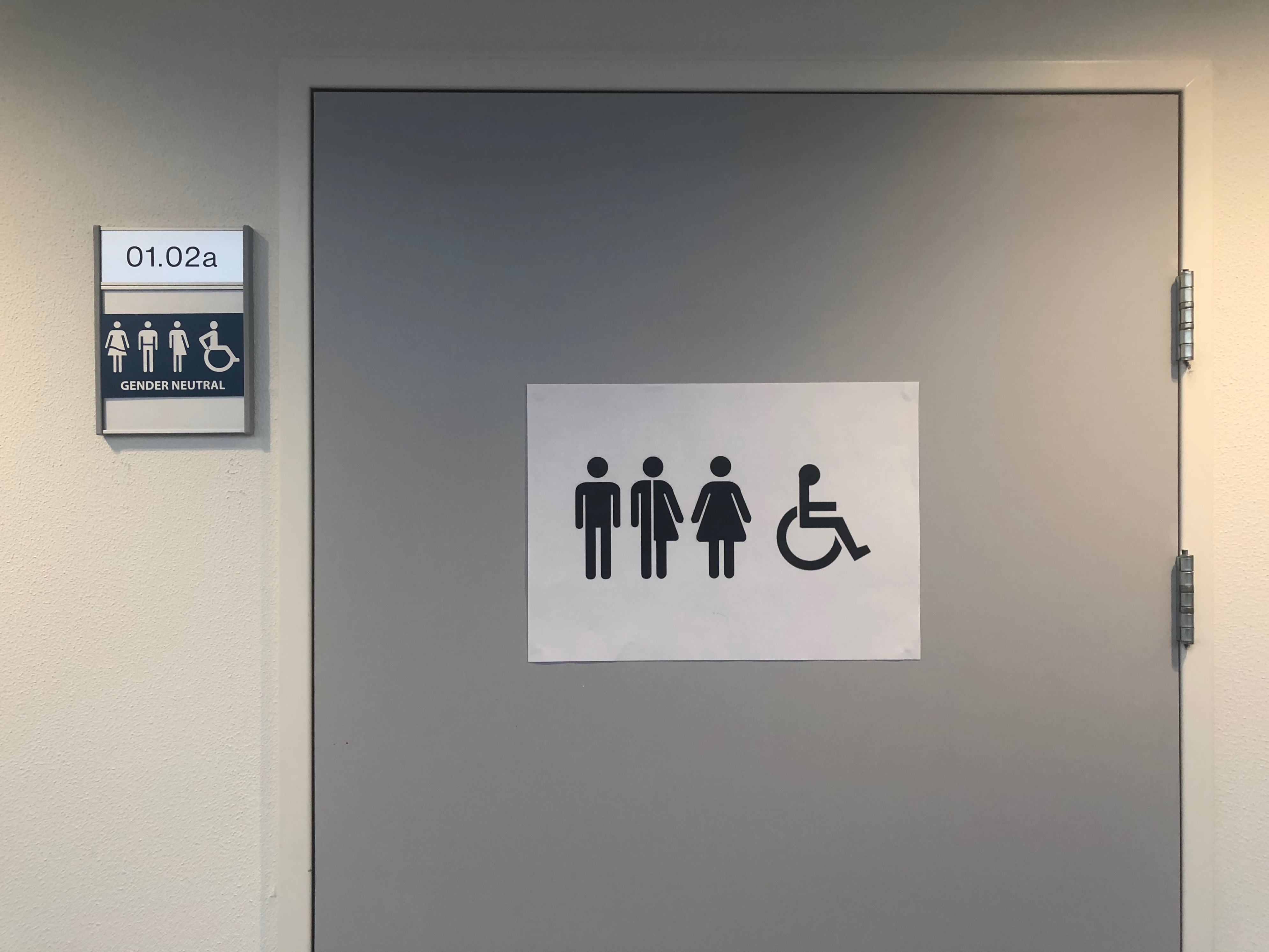
Genderneutraal toilet in de universiteitsbibliotheek van Nijmegen

Een unisekstoilet of genderneutraal toilet is een openbaar toilet dat door iedereen mag worden gebruikt, ongeacht geslacht of gender. Dit staat tegenover de gebruikelijke scheiding van toiletten in dames- en herentoiletten.

## Achtergrond
Een belangrijke reden dat er behoefte aan dit soort openbare toiletten bestaat, is dat ouders van jonge kinderen anders soms zijn gedwongen om ofwel samen met hun kind naar een openbaar toilet te gaan dat eigenlijk voor het andere geslacht dan dat van het kind bedoeld is, ofwel naar een toilet dat voor het geslacht van het kind maar niet voor hun eigen geslacht bedoeld is. Vaders die samen met hun kind naar een openbaar toilet gaan, vinden de voorzieningen op de vrouwen-wc's soms beter. Daarnaast kan het voor mensen met een lichamelijke handicap – die bijvoorbeeld in een rolstoel zitten – lastig zijn als hun begeleider van het andere geslacht is en daarom niet met hen mee mag naar het toilet.
Daarnaast biedt het in bepaalde gevallen een uitkomst voor personen die zich niet als man of vrouw identificeren, of voor transgenders en anderen die 'tussen de twee bekende geslachten inhang[en]'.
In andere gevallen zijn er geen gescheiden toiletten omdat er simpelweg onvoldoende ruimte is voor meer dan één toilet, bijvoorbeeld aan boord van treinen.

## Initiatieven
Er zijn allerlei initiatieven genomen – onder meer in Canada en Thailand – om speciaal voor transseksuelen en travestieten unisekstoiletten op te richten. In 2005 gebeurde in de VS iets soortgelijks, toen werd besloten in enkele grote Amerikaanse steden (waaronder San Francisco en New York) het gebruik van de openbare toiletten te baseren op het gender in plaats van op het biologische geslacht. In 2006 ontwierpen twee technici uit Rotterdam een speciaal soort toiletpot met de functie van unisekstoilet.